# Парк-Рапідс (Міннесота)
Парк-Рапідс (англ. Park Rapids) — місто (англ. city) в США, в окрузі Габбард штату Міннесота. Населення — 4142 особи (2020).

## Географія
Парк-Рапідс розташований за координатами 46°55′3″ пн. ш. 95°3′37″ зх. д. / 46.91750° пн. ш. 95.06028° зх. д. (46.917422, -95.060342).  За даними Бюро перепису населення США в 2010 році місто мало площу 17,61 км², з яких 17,06 км² — суходіл та 0,56 км² — водойми. В 2017 році площа становила 18,57 км², з яких 17,86 км² — суходіл та 0,72 км² — водойми.

### Клімат
| Клімат : Парк-Рапідс         | Клімат : Парк-Рапідс | Клімат : Парк-Рапідс | Клімат : Парк-Рапідс | Клімат : Парк-Рапідс | Клімат : Парк-Рапідс | Клімат : Парк-Рапідс | Клімат : Парк-Рапідс | Клімат : Парк-Рапідс | Клімат : Парк-Рапідс | Клімат : Парк-Рапідс | Клімат : Парк-Рапідс | Клімат : Парк-Рапідс | Клімат : Парк-Рапідс |
| Показник                     | Січ.                 | Лют.                 | Бер.                 | Квіт.                | Трав.                | Черв.                | Лип.                 | Серп.                | Вер.                 | Жовт.                | Лист.                | Груд.                | Рік                  |
| Абсолютний максимум, °C      | 10,6                 | 16,1                 | 23,3                 | 35,6                 | 35,6                 | 35,6                 | 37,8                 | 38,3                 | 37,2                 | 32,2                 | 22,2                 | 14,4                 | 38,3                 |
| Середній максимум, °C        | −7,8                 | −4,4                 | 2,2                  | 12,2                 | 19,4                 | 23,3                 | 26,7                 | 25,6                 | 19,4                 | 11,7                 | 1,7                  | −6,1                 | 10,4                 |
| Середній мінімум, °C         | −20                  | −17,2                | −9,4                 | −1,7                 | 5,0                  | 10,6                 | 13,3                 | 12,2                 | 7,2                  | 0,0                  | −7,8                 | −16,1                | −1,9                 |
| Абсолютний мінімум, °C       | −42,8                | −46,1                | −37,8                | −22,2                | −10                  | −2,2                 | 1,7                  | −0,6                 | −8,3                 | −18,9                | −33,9                | −43,3                | −46,1                |
| Норма опадів, мм             | 13                   | 13                   | 29                   | 47                   | 79                   | 107                  | 104                  | 90                   | 78                   | 67                   | 24                   | 14                   | 665                  |
| ---------------------------- | -------------------- | -------------------- | -------------------- | -------------------- | -------------------- | -------------------- | -------------------- | -------------------- | -------------------- | -------------------- | -------------------- | -------------------- | -------------------- |
| Джерело: The Weather Channel |                      |                      |                      |                      |                      |                      |                      |                      |                      |                      |                      |                      |                      |

## Демографія
Згідно з переписом 2010 року, у місті мешкало 3709 осіб у 1772 домогосподарствах у складі 892 родин. Густота населення становила 211 особа/км².  Було 2003 помешкання (114/км²).
Расовий склад населення:
| - 94,1 % — білих - 2,3 % — корінних американців - 0,4 % — чорних або афроамериканців - 0,1 % — азіатів - 1,2 % — осіб інших рас |

До двох чи більше рас належало 1,9 %. Частка іспаномовних становила 3,7 % від усіх жителів.
За віковим діапазоном населення розподілялося таким чином: 22,1 % — особи молодші 18 років, 53,0 % — особи у віці 18—64 років, 24,9 % — особи у віці 65 років та старші. Медіана віку мешканця становила 43,1 року. На 100 осіб жіночої статі у місті припадало 86,3 чоловіків;  на 100 жінок у віці від 18 років та старших — 82,6 чоловіків також старших 18 років.
Середній дохід на одне домашнє господарство  становив 46 031 долар США (медіана — 33 822), а середній дохід на одну сім'ю — 61 715 доларів (медіана — 50 817). Медіана доходів становила 41 250 доларів для чоловіків та 26 985 доларів для жінок. За межею бідності перебувало 15,6 % осіб, у тому числі 18,1 % дітей у віці до 18 років та 7,0 % осіб у віці 65 років та старших.
Цивільне працевлаштоване населення становило 1866 осіб. Основні галузі зайнятості: освіта, охорона здоров'я та соціальна допомога — 28,2 %, роздрібна торгівля — 17,0 %, мистецтво, розваги та відпочинок — 13,1 %, виробництво — 12,0 %.